# Kamil Urumbayev
Kamil Sagitovich Urumbayev (ur. 7 września 1976 w rejonie Boʻstonliq) – uzbecki narciarz alpejski, dwukrotny uczestnik Zimowych Igrzysk Olimpijskich.

## Osiągnięcia

### Igrzyska olimpijskie
| Miejsce | Dzień     | Rok  | Miejscowość    | Konkurencja | Czas biegu  | Strata   | Zwycięzca          |
| ------- | --------- | ---- | -------------- | ----------- | ----------- | -------- | ------------------ |
| 28.     | 21 lutego | 1998 | Nagano         | Slalom      | 2:18,85 min | +29,54 s | Hans Petter Buraas |
| DNF     | 23 lutego | 2002 | Salt Lake City | Slalom      | –           | –        | Jean-Pierre Vidal  |